# Brabançon

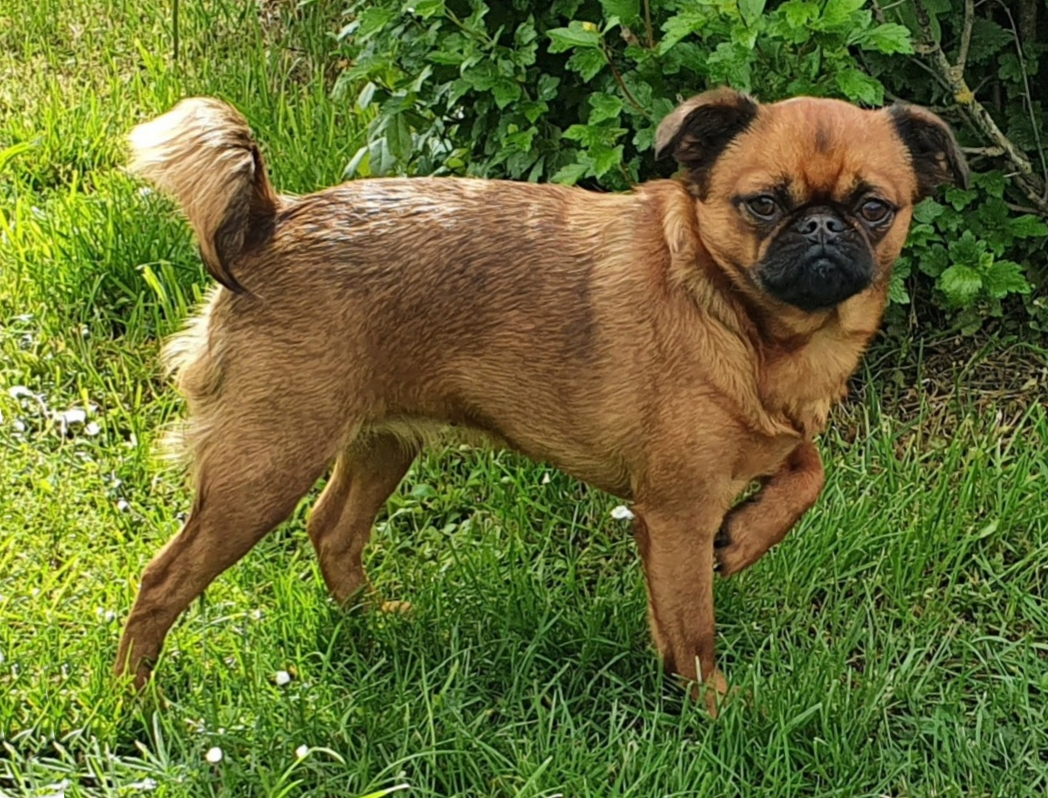

A brabançon (más néven brabanti kis griffon, petit brabançon) belga kutyafajta. A Nemzetközi Kinológiai Szövetség besorolása szerint a társasági kutyák csoportjába, azon belül a kis méretű belga kutyák csoportjába tartozik a belga griffonnal és a brüsszeli griffonnal együtt. Leszámítva rövid szőrét, külsejében a brüsszeli griffonra hasonlít.

## Külseje
Kistermetű, szögletes testű, zömök kutya. Marmagassága 24-28 cm; testtömege 3,5-6 kg.
Színe vörös, fekete vagy barna, a vörös szín társulhat fekete maszkkal. A maszk a kutya idős korában szürkévé válhat.

## Jelleme
Kiegyensúlyozott, figyelmes, a gazdájához nagyon ragaszkodó, nem aggresszív.